# Рухадзе, Николай Максимович
Николай Максимович Рухадзе (груз. ნიკოლოზ რუხაძე; 1905—1955) — министр внутренних дел Грузинской ССР, генерал-лейтенант (1944).

## Биография
Имел среднее образование. В конце 1930-х гг. — начальник районного отдела НКВД в Гаграх. Интриговал против всей семьи Г. К. Орджоникидзе. Широко применял при следствии пытки и побои, заявляя: «Кто не бьёт, тот сам враг народа!». В 1939—1941 годах начальник следственной части НКВД Грузинской ССР. В 1941—1948 годах заместитель народного комиссара внутренних дел Грузинской ССР и начальник Особого отдела Закавказского фронта. С 19 апреля 1943 по август 1945 года начальник Управления контрразведки СМЕРШ Закавказского военного округа. В 1948—1952 годах министр государственной безопасности Грузинской ССР.
В 1948 году Рухадзе на основании приказа Сталина пригласил грузинских эмигрантов-меньшевиков из Франции, получивших гарантии безопасности со стороны советского правительства. В 1951—1952 годах Рухадзе начал организовывать гонения против них: Известный публицист Самсон Пирцхалава был сослан в Среднюю Азию, где и умер в 1952 году; а 84-летнего учёного, академика Эквтиме Такайшвили неоднократно вызывали на унизительные допросы к Рухадзе.
Главный организатор дела «Мингрельской националистической группировки», направленного в конечном счёте, как считают некоторые исследователи, против Л. П. Берии. В 1952 году арестован. 19 сентября 1955 года в Тбилиси Военной коллегией Верховного суда СССР приговорён к смертной казни и затем расстрелян.